# Ahmed Adaweyah
Ahmed Adaweyah (do árabe: أحمد عدوية) (Minia, 26 de junho de 1945 – Cairo, 29 de dezembro de 2024) foi um cantor egípcio e ele foi a primeira estrela grande da música sha'abi durante sua primeira onda de popularidade na década de 1970. Ele atuou em 27 filmes egípcios. Adaweyah começou sua carreira como garçom, mas em 1971, ele começou a tocar músicas usando a linguagem das ruas do Cairo, cheio de gírias trabalhando classe e duplos sentidos. Como muitos sha'abi (significado de "povo", ou classe trabalhadora) cantores Adaweyah especialista em Mawwal (improvisação vocal). Ele se apresentou em clubes ingleses, assim como no Egito e, apesar de sua riqueza considerável, continua a ser um crítico da classe média. Seu uso de bateria eletrônica e sintetizador na década de 1990 foi objecto de algumas críticas. Ele também esteve sujeito à censura, devido à sua postura de oposição.
Seu filho Mohamed Adaweya é um cantor clássico, que fez um álbum chamado el-Tayeb a7san em 2000.